# یعقوب امدادیان
یعقوب امدادیان (زاده ۱۱ دی ۱۳۲۷) نقاش و نمایشگاه‌گردان ایرانی است. او در سال ۱۳۴۵ هنرآموزی را از هنرستان میرک تبریز آغاز کرد و در سال ۱۳۴۵ از هنرستان هنرهای زیبای تهران دانش‌آموخته شد. امدادیان مدرک کارشناسی خود را از دانشکده هنرهای تزئینی در سال ۱۳۵۲ و کارشناسی ارشد گرافیک خود را در سال ۱۳۵۵ از همان هنرکده دریافت کرد.
او در سال‌های پیش از انقلاب از مدیران ارشد فرهنگسرای نیاوران و پس از انقلاب نقش مهمی در برگزاری نمایش‌های هنری موزه هنرهای معاصر تهران داشته است.
ویژگی مهم آثار او انتزاع طبیعت‌پردازانه است. او تجرید را تا مقطعی پیش می‌برد که اصل وفاداری به منظره را مخدوش نکند. آثار او در سال‌های آغازین توجه خانه‌های حراج‌های بین‌المللی به هنر ایران مورد توجه قرار گرفت.
او برادر داوود امدادیان، ایوب امدادیان و فاطمه امدادیان است.

## نمایشگاه‌ها
نمایشگاه انفرادی در داخل و خارج از ایران:
- ۱۳۵۰ گالری خانه آفتاب، تهران
- ۱۳۵۵ گالری سیحون، تهران
- ۱۳۶۴ گالری سیحون، تهران
- ۱۳۶۵ نمایشگاه آبرنگ، گالری سیحون، تهران
- ۱۳۶۷ گالری کلاسیک، تهران
- ۱۳۶۸ گالری سبز، تهران
- ۱۳۶۹ گالری نگاران، تهران
- ۱۳۷۰ استودیو شخصی، تهران
- ۱۳۷۱ نمایشگاه نقاشی، لاهور، پاکستان
- ۱۳۷۱ نمایشگاه نقاشی، اسلام‌آباد، پاکستان
- ۱۳۷۲ گالری آریا، تهران
- ۱۳۷۹ گالری برگ، تهران
- ۱۳۸۰ گالری سرو، شیراز
- ۱۳۸۱ گالری کویر، کرمان
- ۱۳۸۲ گالری اثر، تهران
- ۱۳۸۳ گالری اثر، تهران
- ۱۳۸۷ گالری هور، تهران
- ۱۳۸۷ گالری زیرکسز، لندن، انگلستان
- ۱۳۹۰ گالری هور، تهران
- ۱۳۹۵ گالری هور، تهران
- ۱۳۹۷ گالری هور، تهران
- ۱۳۹۸ گالری هور، تهران
- ۱۴۰۲ گالری هور، تهران

نمایشگاه‌های گروهی: (منتخب)
- ۱۳۴۷ نمایشگاه گروهی هنرستان هنرهای زیبا، تهران
- ۱۳۵۱ نمایشگاه گروهی دانشکده هنرهای تزیینی، تهران
- ۱۳۵۲ نمایشگاه گروهی (داوود، یعقوب و ایوب امدادیان، گالری سیحون، تهران
- ۱۳۵۲ نمایشگاه هنرمندان معاصر ایران، اصفهان
- ۱۳۵۵ نمایشگاه گروهی گالری ایران (قندریز)
- ۱۳۵۵ بازار بین‌المللی هنر بازل، سویس
- ۱۳۵۷ بازار بین‌المللی هنر بازل، سویس
- ۱۳۵۸ نمایشگاه گروهی، فرهنگسرای نیاوران، تهران
- ۱۳۶۶ نمایشگاه گروهی در موزه هنرهای معاصر، تهران
- ۱۳۶۷ نمایشگاه گروهی آبرنگ، گالری سیحون، تهران
- ۱۳۶۸ نمایشگاه گالری نقش نقره
- ۱۳۷۰ اولین بینال نقاشی تهران، موزه هنرهای معاصر تهران
- ۱۳۷۱ نمایشگاه گروهی در حمایت از زنان و کودکان بوسنی و هرزگوین، فرهنگسرای نیاوران، تهران
- ۱۳۷۲ بینال دوم نقاشی، موزه هنرهای معاصر تهران
- ۱۳۷۲ گالری سیحون، تهران
- ۱۳۷۳ گالری گلستان، تهران
- ۱۳۷۳ نمایشگاه هنرمندان آذربایجانی، تبریز
- ۱۳۷۴ گالری آریا، تهران
- ۱۳۷۴ بینال سوم نقاشی، موزه هنرهای معاصر تهران
- ۱۳۷۶ بینال چهارم نقاشی، موزه هنرهای معاصر تهران
- ۱۳۷۶ نمایشگاه گروهی در خانه ایران در پاریس، فرانسه
- ۱۳۷۶ گالری انجمن هنرمندان عمان، مسقط، عمان
- ۱۳۷۹ (نمایشگاه نقاشی معاصر ایران) موزه رینا سوفیا، کاراکاس، ونزوئلا
- ۱۳۷۹ اولین بینال جهان اسلام، موزه هنرهای معاصر تهران
- ۱۳۷۹ نمایشگاه طراحی معاصر ایران، موزه هنرهای معاصر تهران
- ۱۳۸۰ نمایشگاه نگاهی تازه به ایران، مرکز هنری ایست وست، لیدن، هلند۱۳۷۸ نمایشگاه نگاهی دیگر به طبیعت، موزه هنرهای معاصر تهران
- ۱۳۷۸ آرت اکسپو پکن، چین
- ۱۳۷۹ نمایشگاه یک قرن هنر معاصر ایران (هنر۲۰) موزه هنرهای معاصر تهران
- ۱۳۸۱ نمایشگاه گروهی هنرمندان ایران، ونکور، کانادا
- ۱۳۸۲ نمایشگاه (هنر جدید ایران) در مرکز بین‌المللی مردین، واشینگتن، آمریکا
- ۱۳۸۳ نمایشگاه با عنوان باغ‌های ایرانی، موزه هنرهای معاصر تهران
- ۱۳۸۵ نمایشگاه هنرمندان مدرن ایران، موزه هنرهای معاصر تهران
- ۱۳۸۶ نمایشگاه هنرمندان معاصر ایران (عهدهای شکسته و آرزوهای ممنوع) در مرکز فرهنگی ایران هریتیج، لندن
- ۱۳۸۶ نمایشگاه چاپ‌های هنری موزه هنرهای معاصر تهران
- ۱۳۸۶ بینال نقاشی ایران، مرکز هنری صبا، تهران
- ۱۳۸۶ نمایشگاه مجیک اف پرشیا به نفع فرهنگنامه ایرانیکا، دبی، امارات متحده عربی
- ۱۳۸۷ بازار بین‌المللی شانگهای، چین
- ۱۳۸۷ بازار بین‌المللی تورنتو، کانادا
- ۱۳۸۷ بازار هنر معاصر آسیا، نیویورک
- ۱۳۹۳ نمایشگاه گروهی چشم‌انداز، نگارخانه هور، تهران
- ۱۳۹۵ نمایشگاه گروهی پیشکسوتان هنر معاصر، گالری ایوان، تهران
- ۱۳۹۸ نمایشگاه با عنوان تأثیر رنگ، موزه Situation Kunst شهر بوخوم آلمان